# ملولة (مولاي عبد الكريم)
ملولة هي إحدى مشيخات المملكة المغربية، تتبع جغرافيا لإقليم تاونات وإداريًا لمولاي عبد الكريم. يقدر عدد سكانها بـ 5200 نسمة حسب الإحصاء الرسمي للسكان والسكنى لسنة 2004.